# Dorothee Nolte
Dorothee Nolte (* 6. Februar 1963 in Bonn) ist eine deutsche Journalistin und Schriftstellerin.

## Leben
Dorothee Nolte ist die Tochter des Historikers Ernst Nolte und besuchte Schulen an verschiedenen Orten des In- und Auslandes. Nachdem sie 1981 in Berlin-Steglitz ihre Reifeprüfung abgelegt hatte, begann sie ein Studium der Romanistik und Germanistik an der Universität Freiburg, das sie in Paris, Berlin und Stanford fortsetzte. 1988 erlangte sie an der Freien Universität Berlin den Magistergrad, und 1992 promovierte sie dort mit einer Arbeit über die spanische Literatur der „Transición“ zum Doktor der Philosophie.
Seit 1985 war Dorothee Nolte als freie Journalistin für diverse Zeitungen und den Rundfunk tätig; seit 1992 gehört sie der Redaktion des Berliner „Tagesspiegels“ an und liefert Beiträge für das Ressort „Wissen und Forschen“. Seit 2000 veranstaltet sie Seminare zum journalistischen und kreativen Schreiben. Dorothee Nolte ist Mutter von zwei Kindern und lebt in Berlin.
Dorothee Nolte hat neben ihrer journalistischen Tätigkeit einen Roman und zwei Sachbücher über ihre Erfahrungen mit ihrer Rolle als Mutter veröffentlicht. Sie moderierte zahlreiche Podiumsdiskussionen; als ausgebildete Sängerin und Sprecherin wirkt sie an der Produktion von Hörbüchern mit und tritt gelegentlich mit Interpretationen von Arien und Chansons auf.

## Werke
- Umbruchs-Fragen, Berlin 1994
- Die Intrige, Berlin 1998
- Wie eine Mutter entsteht, München 2001
- Wie eine Mutter laufen lernt, München 2005
- Wilhelm von Humboldt. Ein Lebensbild in Anekdoten. Eulenspiegel Verlag, Berlin 2017, ISBN 978-3-359-01733-2.
- Alexander von Humboldt. Ein Lebensbild in Anekdoten. Eulenspiegel Verlag, Berlin 2018, ISBN 978-3-359-01374-7.
- Fürst Pückler. Ein Lebensbild in Anekdoten. Eulenspiegel Verlag, Berlin 2020, ISBN 978-3-359-01196-5.
- Ich liebe unendlich Gesellschaft. Rahel Varnhagen: Lebensbild einer Salonière. Eulenspiegel Verlag, Berlin 2021, ISBN 978-3-359-03003-4.
- Giacomo Puccini. Ein Lebensbild in Anekdoten. Eulenspiegel Verlag, Berlin 2025, ISBN 978-3-359-03069-0.

## Diskografie
- Die Humboldts. Lebensbilder in Anekdoten. (Audio-Doppel-CD) Eulenspiegel Verlag, Berlin 2019, ISBN 978-3-359-01143-9.